# Шампанское

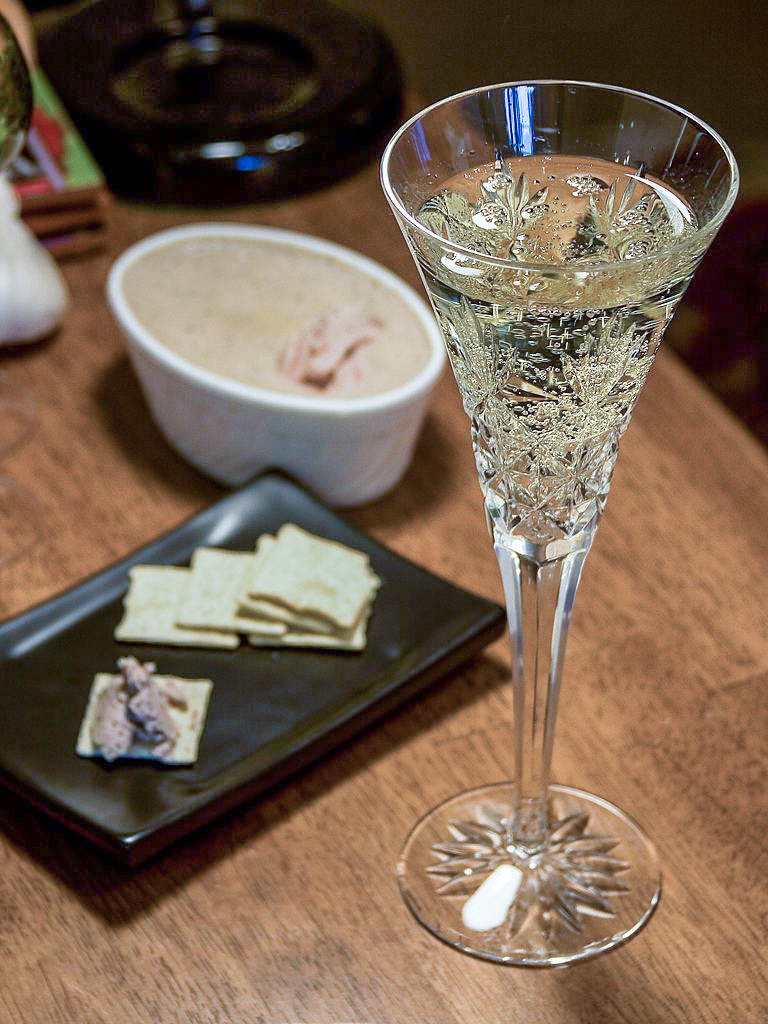
Шампанское часто является элементом праздничного стола

Шампа́нское — игристое вино, произведённое во французском регионе Шампань из установленных сортов винограда методом вторичного брожения вина в бутылке. Название напитка происходит от названия провинции Шампань, где расположен данный регион.
Хотя термин «шампанское» зачастую используется производителями игристого вина во многих странах и местностях (например, в Калифорнии, Канаде и России), согласно регламентам, действующим на территории Европейского союза, правильно его использовать только по отношению к вину, производимому в провинции Шампань. Под эгидой «Межпрофессионального комитета шампанских вин» (фр. Comité Interprofessionel du Vin de Champagne) был разработан всеобъемлющий свод правил и положений для всех вин из этого региона. Эти правила разработаны для того, чтобы обеспечить производство продукта высокого качества. В правилах обозначены наиболее подходящие места для выращивания винограда, наиболее подходящие сорта винограда. Хотя этим кодексом допускается к использованию в производстве 7 различных сортов винограда, в подавляющем большинстве случаев шампанское производится как моносортовое или ассамбляжное из трёх наиболее известных: шардоне (фр. chardonnay), пино нуар (фр. pinot noir) и пино мёнье (фр. pinot meunier). Оставшиеся четыре сорта, это пино блан (фр. pinot blanc), пино гри (фр. pinot gris), пти мелье (фр. petit meslier) и арбан (фр. arbane). Также определяется достаточно длинный перечень требований, определяющих главные аспекты выращивания винограда. Среди этих правил: подрезка лозы, урожай виноградника, степень отжима винограда, минимальный срок выдержки на осадке. Только если вино отвечает всем этим требованиям, на бутылке может проставляться название «Шампанское». Правила, разработанные комитетом шампанских вин, утверждены французским «Национальным институтом наименований по происхождению» (INAO).

## История
Вина из региона Шампани были известны ещё до Средневековья. Существовали церковные виноградники, а монахи изготавливали вино для использования в таинстве причастия. Помазание французских королей традиционно происходило в Реймсе. Шампанское вино было частью коронационных торжеств.
Короли ценили неигристые, светлые и бодрящие вина и посылали их в знак уважения другим европейским монархам. В XVII веке неигристым шампанским винам отдавалось предпочтение на торжествах в европейских странах. Англичане были крупнейшими потребителями шампанских вин и также потребляли много игристых вин.
Первое коммерческое игристое вино было произведено в области Лиму в Лангедоке около 1535 года. Изобрели его не здесь; неизвестно, кто впервые изготовил его, хотя обоснованные заявления на этот счёт делают британцы. В историю шампанского внесли свой вклад многие. В противоположность легенде и популярному мнению французский монах-бенедиктинец аббатства Овиллер Пьер Периньон, живший в XVII веке, не изобретал шампанского, хотя известно, что он сделал много улучшений в процессе производства этого напитка, в частности, открыл секрет купажирования, соединения сока разных сортов винограда, и стал разливать вина в бутылки с затычками из коры пробкового дуба, что позволяло удерживать углекислый газ, до того взрывавший бочки.
В соседнем с Овиллером аббатстве было замечено, что бутылки из тёмного стекла взрываются реже, но лишь в 1800 году аптекарь Франсуа из Шалона придумал современную бутылку, в которой учитывается также толщина и форма, а не только цвет стекла. В начале XIX века вдова винодела, впоследствии ставшая знаменитой мадам Клико, устранила другую существенную недоработку Пьера Периньона: её мастер Антуан Миллер разработал технологию «ремюажа», благодаря чему шампанское становилось кристально прозрачным.
Решающий прорыв сделал винодел Виктор Ламбер, разработавший в 1874 году технологию ферментации, превращающую яблочную кислоту в молочную. Благодаря этому появился брют — очень сухое шампанское, вскоре ставшее самым популярным сортом в мире. Винодельческий дом «Лоран-Перрье» выпускают экстрабрют — сверхсухое шампанское.
Примерно в конце XVII века метод производства игристого вина стал известен в Шампани одновременно с особенными процедурами производства (мягкая выжимка, дозирование) и более крепкими бутылками, изобретёнными в Англии, которые могли выдерживать дополнительное давление. Приблизительно в 1700 году родилось игристое шампанское.
Англичане полюбили новое игристое вино и распространили его по миру. «Брют», современное шампанское, был сделан для британцев в 1876 году. Российский императорский двор также потреблял много шампанского, предпочитая более сладкие сорта.

### Защита названия «Шампанское»

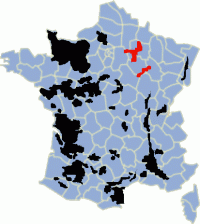
Красным помечен регион произрастания винограда, используемого для изготовления шампанского

В соответствии с Мадридским договором (1891) в Европе и большинстве других стран название «шампанское» (фр. vin de Champagne) защищено законом как название игристого вина, произведённого в одноимённой области Франции и удовлетворяющего установленным для такого вина стандартам. Это исключительное право на наименование было подтверждено Версальским договором 1919 года по окончании Первой мировой войны. Даже термин «шампанский метод» (фр. méthode champenoise и «champagne method») по состоянию на 2005 год запрещён для вин не из Шампани в пользу термина «традиционный метод» («méthode traditionelle»). Игристые вина изготавливаются по всему миру, и во многих местах для определения собственного игристого вина используются свои термины: в Испании это «Cava», в Италии — «spumante», в Южной Африке — «Cap Classique». Итальянское игристое вино из винограда сорта мускат, изготавливаемое в юго-восточном Пьемонте, называют «Asti». В Германии наиболее распространено игристое вино «Sekt». Даже другим регионам Франции запрещено использовать название «шампанское». Например, виноделы Бордо, Бургундии и Эльзаса изготавливают вино под названием «Crémant».
Термин «игристое вино» используется для обозначения на этикетках игристых вин не из провинции Шампань. Хотя во многих странах существуют законы, защищающие регионы производства вин, такие как Шампань, некоторые страны, включая США, всё ещё разрешают производителям вина использовать название «шампанское» для обозначения продукции, не происходящей из Шампани. С целью обеспечить такую возможность Конгресс США принял закон, указывающий, что термин «шампанское» является «частично видовым» (англ. semi-generic). Название «шампанское» использовалось в Советском Союзе, используется в России и в других странах бывшего СССР, в зарегистрированных на территории этих стран торговых марках «Советское шампанское», «Российское шампанское», «Украинское шампанское» и так далее.

## Разновидности

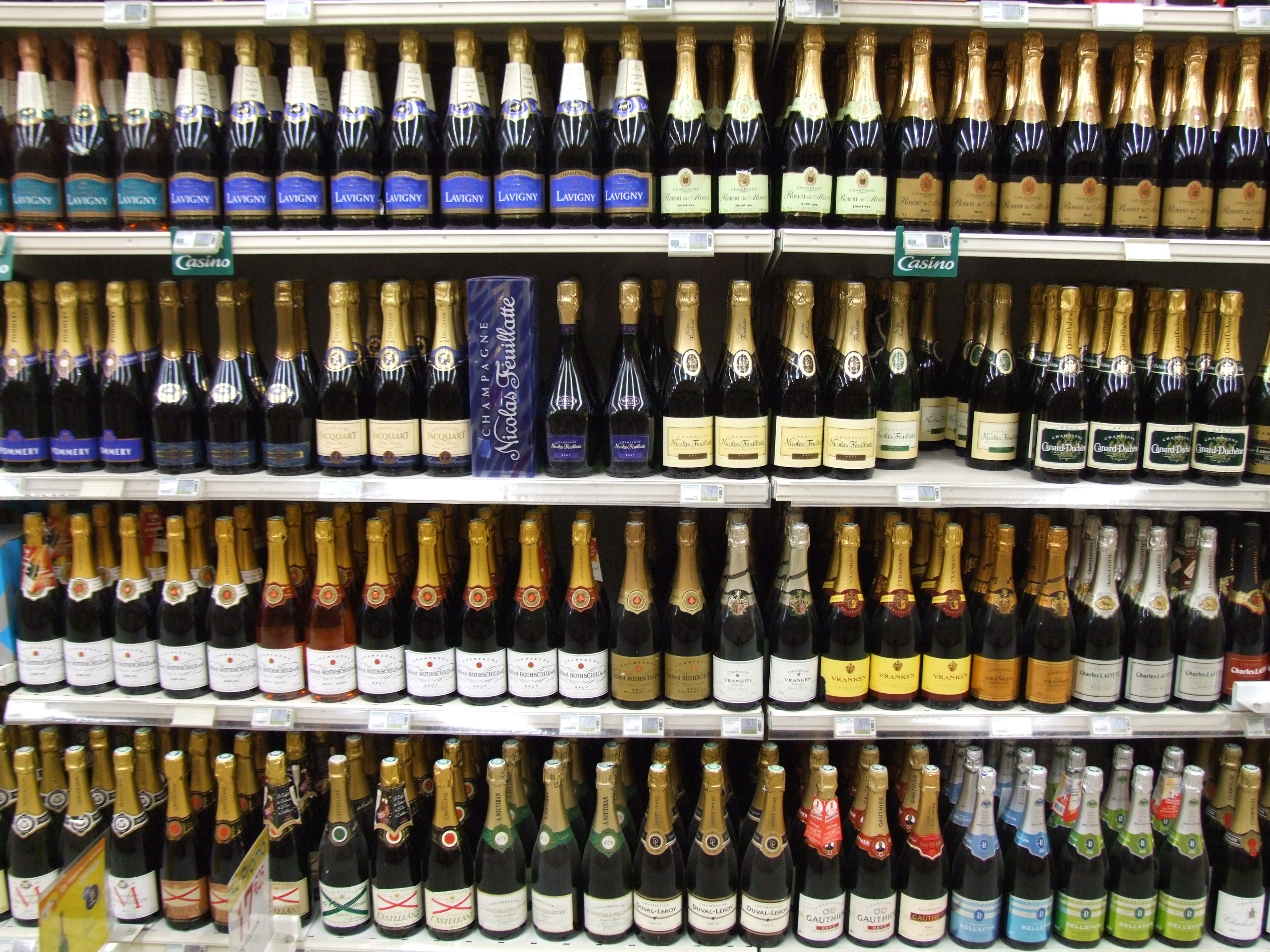
Разнообразные сорта шампанского во французском супермаркете

Виноград для производства шампанского должен быть белым шардоне или красным пино нуар или пино менье (разрешается, но весьма редко практикуется, добавление небольшого количества винограда других сортов, которые ранее применялись при изготовлении шампанского). Шампанское, сделанное исключительно из винограда сорта шардоне, называют «белым из белого» (фр. blanc de blancs), исключительно из красного винограда — «белым из чёрного» (фр. blanc de noirs). Шампанское обычно белое вино, даже если оно производится из красного винограда, поскольку сок выжимается из винограда очень аккуратно, допускается лишь минимальный его контакт с кожицей винограда, которая придаёт цвет красному вину. Также производятся розовые вина: либо путём продления времени контакта сока с кожицей, которая сообщит вину розовый цвет, либо с помощью добавления небольшого количества красного вина на этапе купажирования.
Количество сахара, добавляемого после вторичного брожения и выдержки («дозирование»), варьируют, получая сорта:
- наиболее высокий уровень — «doux» («сладкое»);
- «demi-sec» («полусухое»);
- «sec» («сухое»);
- «extra sec» («экстрасухое»);
- «brut» («самое сухое», или «брют»);
- «extra brut», «brut nature» или «brut zero» («экстрабрют», «брют-кюве»; иногда чрезмерно сухое — сахар или ликёр не добавляется вовсе).

Наиболее распространён (в мире, но не в России) брют, хотя в начале XX века шампанское было обычно намного более сладким, а в XVIII—XIX веках содержание сахара в бутылке доходило до 200 г на бутылку во Франции и до 300 г на бутылку в России.

## Производство
Виноград, используемый при изготовлении шампанского, обычно собирают раньше срока, когда уровень сахара в нём ниже, а уровень кислотности выше. Сок из собранного винограда выжимают достаточно быстро, чтобы вино оставалось белым (это не относится к производству розового шампанского). Традиционный метод производства шампанского известен как «Méthode Champenoise».
Первоначальное брожение начинается так же, как для любого другого вина — в бочках или резервуарах из нержавеющей стали, где природный сахар в винограде превращается в алкоголь, при этом побочная двуокись углерода улетучивается. Таким образом получают «базовое вино». Это вино слишком кислотное и не очень приятно само по себе. На этом этапе производится купажирование с использованием вина из различных виноградников и разных лет (это не относится к производству винтажных видов шампанского, специально изготавливаемых из винограда одного года).

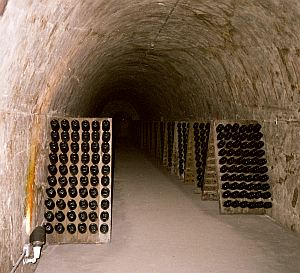
Винные погреба с шампанским в Реймсе

Смешанное вино разливается в бутылки, туда же добавляется смесь из того же купажа, дрожжей и небольшого количества сахара — тиражный ликёр (фр. liqueur de tirage).
Бутылки в горизонтальном положении помещаются в винный погреб для вторичного брожения. Во время вторичного брожения двуокись углерода остаётся в бутылке, растворяясь в вине. Количество добавленного сахара влияет на давление в бутылке. Для достижения стандартного уровня в 6 бар внутри бутылки должно находиться 18 граммов сахара и дрожжи «Saccharomyces cerevisiae» в количестве, установленном Еврокомиссией, — 0,3 г на бутылку.
После выдержки (минимальный срок выдержки на осадке — 12 месяцев), бутылки с вином подвергаются процессу «ремюажа» (фр. remuage), в ходе которого они ежедневно поворачиваются на небольшой угол и постепенно переводятся в положение «горлышком вниз», чтобы осадок собрался у горлышка и его можно было бы убрать. Процесс удаления осадка называется «дегоржаж» (фр. dégorgeage), и в недавнем прошлом это была требующая большого опыта ручная работа по снятию пробки и удалению осадка без потери существенного объёма вина. Одновременно осуществляется «дозаж» (добавляется некоторое количество раствора сахара в вине, называемого «экспедиционным ликёром»). Затем бутылка вновь закупоривается и выдерживается незначительное время, около 2 недель. До изобретения этого процесса (по общему мнению, это было сделано впервые производителями «Veuve Clicquot» в 1800 году) шампанское было мутным.
В настоящее время большинство производителей производит дегоржирование при помощи автоматов: небольшой объём жидкости у горлышка бутылки замораживается, и кусочек льда вместе со вмёрзшим в него осадком удаляется.

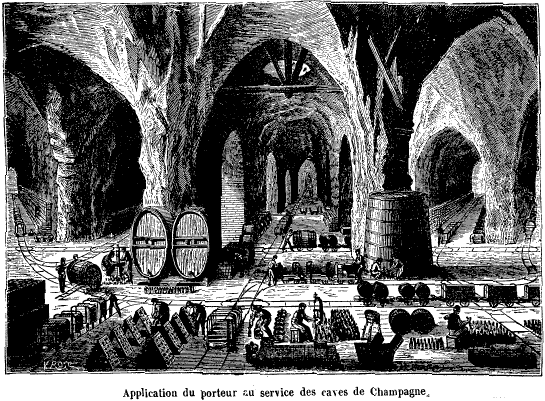
Дековилевская колея применялась для перевозки шампанского в винных погребах

Шампанские вина должны выдерживаться в погребе производителя не менее 15 месяцев, из этого времени не менее 12 месяцев вино должно выдерживаться на осадке. Утверждённые правила изготовления шампанского требуют выдержки винтажных кюве (Vintage cuvée) в погребе в течение трёх или более лет перед дегоржированием, но многие известные производители существенно превышают это минимальное требование, оставляя бутылки в погребе перед дегоржированием на срок от 6 до 8 лет.
Даже среди экспертов нет однозначного мнения об эффекте выдержки шампанского после дегоржирования. Некоторым нравится свежесть и энергия молодого, едва дегоржированного шампанского; другие предпочитают вкус печёных яблок и карамели, который появляется после годовой или более длительной выдержки шампанского после дегоржирования.
Подавляющее большинство шампанского изготавливается из смеси вин разных лет. Обычно основной объём составляет вино текущего года, к которому добавляются вина прошлых лет. Такое смешивание помогает сгладить некоторые колебания вкуса, вызванные пограничным для роста винограда климатом в Шампани. Большинство производителей шампанского борется за последовательный из года в год «фирменный стиль», и в обеспечении этого постоянства состоит одна из сложнейших задач винодела.
Виноград для производства миллезимного шампанского должен на 100 % быть из урожая одного года. Для поддержания качества базовых шампанских вин только до 85 % винограда в каждом году разрешается использовать для производства винтажных кюве, а не менее 15 % (обычно больше) оставлено для производства базового вина. Миллезимное шампанское обычно производится из лучшего урожая винограда в определённые, особенно удачные, годы, поэтому бутылка миллезимного кюве престижной марки может быть редкостью и стоить очень дорого.
Бо́льшая часть шампанского производится из смеси винного материала разных лет (точный сортовой состав указывают на этикетке лишь несколько производителей), тогда как для винтажного шампанского, произведённого из винограда одного года, на этикетке проставляются год урожая и (в некоторых случаях) слово «миллезим».
Достаточно много шампанского изготавливается хорошо известными брендами, такими, как «Veuve Clicquot» или «Mumm», из приобретённого винограда, а не из выращенного на собственных виноградниках.

### Производители шампанского
В настоящее время в Шампани зарегистрировано более 19 000 небольших производителей шампанского, виноградники которых занимают порядка 32 000 га в регионе. Тип производителя шампанского можно узнать по аббревиатуре, следующей за официальным номером на бутылке:
- NM, Négociant manipulant. Это компании (включая большинство крупных марок), покупающие виноград и производящие вино;
- CM, Coopérative de manipulation. Кооперативы, производящие вино из винограда, выращенного членами кооператива, при этом весь урожай объединяется вместе;
- RM, Récoltant manipulant. Производители, самостоятельно выращивающие виноград и производящие из него вино. Им разрешено приобретать не более 5 % винограда со стороны;
- SR, Société de récoltants. Ассоциация виноградарей, производящих общее шампанское, но не формирующих кооператив;
- RC, Récoltant coopérateur. Член кооператива, продающий шампанское, произведённое кооперативом, под собственной маркой;
- MA, Marque auxiliaire, или Marque d’acheteur. Марка, не связанная с производителями или виноградарями; название вина, принадлежащее кому-то ещё, например, супермаркету (Private Label);
- ND, Négociant distributeur. Торговец, продающий вино под своей маркой.

### Межпрофессиональный комитет шампанских вин
Все участвующие в производстве винограда: более 15 000 виноградарей, кооперативов и более 300 предприятий — члены «Межпрофессионального комитета шампанских вин» (фр. Comité Interprofessional du Vin de Champagne (CIVC)). В этой организации существует система, при которой как предприятия-производители, так и виноградари представлены на всех её уровнях, включая совместное председательство, когда представитель виноградарей и представитель компаний-производителей разделяют полномочия. Эта система разработана для того, чтобы обеспечить основную миссию комитета — продвигать и защищать шампанское, что достигается путём нахождения консенсуса в этом профессиональном сообществе. Эта сильная структура сыграла важную роль во всемирном успехе шампанского.

## Бутылки для шампанского

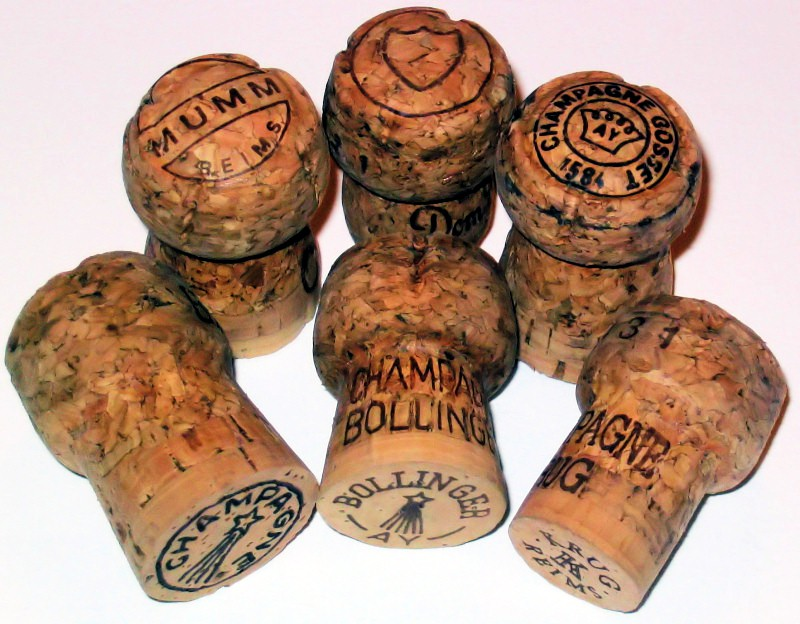
Пробки для бутылок шампанского

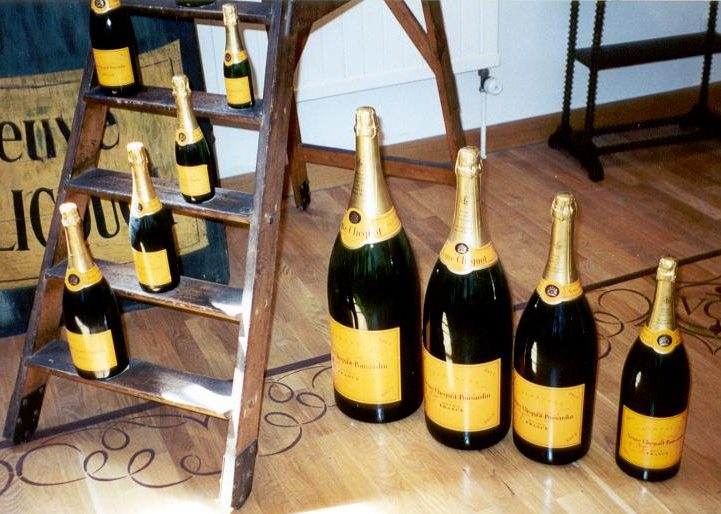
Наглядное сравнение бутылок шампанского. Слева направо на лестнице: магнум, стандартная, половина, четверть. На полу: Валтасар, Салманасар, Мафусаил, Иеровоам

Шампанское, главным образом, разливается в два вида бутылок: стандартные бутылки (750 мл) и бутылки магнум (1,5 л). Шампанское в бутылках магнум считаются более высококачественным, поэтому цена магнума обычно гораздо выше, чем двух стандартных, поскольку в бутылке остаётся меньше кислорода, а площадь поверхности такова, что создаются пузырьки надлежащего размера. Другие размеры бутылок, называемые в честь библейских персонажей, обычно наполняются шампанским, бродившим в стандартных бутылках или бутылках магнум.
Перечень размеров бутылок:
- четверть (тж. quart, split или piccolo bottle) (187,5 или 200 мл), используется в основном авиакомпаниями и ночными клубами
- половина (тж. Demie) (375 мл), используется в ресторанах
- бутылка (тж. Bouteille) (750 мл)
- Магнум (тж. Magnum) (1,5 л) (эквивалентно 2 бутылкам)
- Иеровоам (тж. Jeroboam) (3 л) (4 бутылки)
- Ровоам (тж. Rehoboam) (4,5 л) (6 бутылок)
- Мафусаил (тж. Methuselah) (6 л) (8 бутылок)
- Салманасар (тж. Salmanazar) (9 л) (12 бутылок)
- Валтасар (тж. Balthazar) (12 л) (16 бутылок)
- Навуходоносор (тж. Nebuchadnezzar) (15 л) (20 бутылок)
- Мельхиор (тж. Melchior) (18 л) (24 бутылки)
- Соломон (тж. Solomon) (24 л) (32 бутылки)
- Primat (тж. Primat) (27 л) (36 бутылок)
- Мелхиседек (тж. Melchizedek) (30 л) (40 бутылок)

Размеры, превышающие Иеровоам, редко используются. Бутылки Primat и, по состоянию на 2002 год, бутылки Мелхиседек предлагаются исключительно компанией «Drappier». Такие же названия используются для бутылок с вином и портвейном; однако до Мафусаила им соответствуют другие объёмы.
В особых случаях и для особых людей изготавливаются уникальные бутылки. Вероятно, наиболее известный пример — бутылка объёмом 20 унций жидкости (имперская пинта), изготавливавшаяся специально для сэра Уинстона Черчилля компанией Pol Roger. Такое шампанское подавалось Черчиллю его дворецким в 11 часов утра, когда он просыпался.
Давление в бутылке шампанского — примерно 5—6 атм, или около 6,3 кг/см² (0,63 МПа), что примерно в три раза больше, чем в автомобильной шине. Давление зависит от размера бутылки, чем больше бутылка — тем больше давление.

## Пузырьки

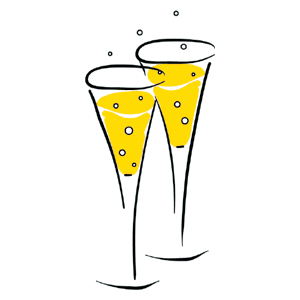

Обычно считается, что пузырьки шампанского образуются вокруг небольших загрязнений на бокале. Однако эти естественные загрязнения обычно слишком малы, чтобы стать такими центрами образования пузырьков, пузырьки же формируются на волокнах целлюлозы, которые либо присутствуют в окружающей воздушной пыли, либо остаются после натирания бокала.
Дом Периньон изначально получил указание от своего аббатства Отвиллер убрать пузырьки из поставляемого им шампанского. Считается, что в бокале хорошего шампанского пузырьки образуются в течение 10—20 часов после откупоривания бутылки. Объём вина в обычной бутылке шампанского способен произвести около 250 млн пузырьков.

## Подача шампанского

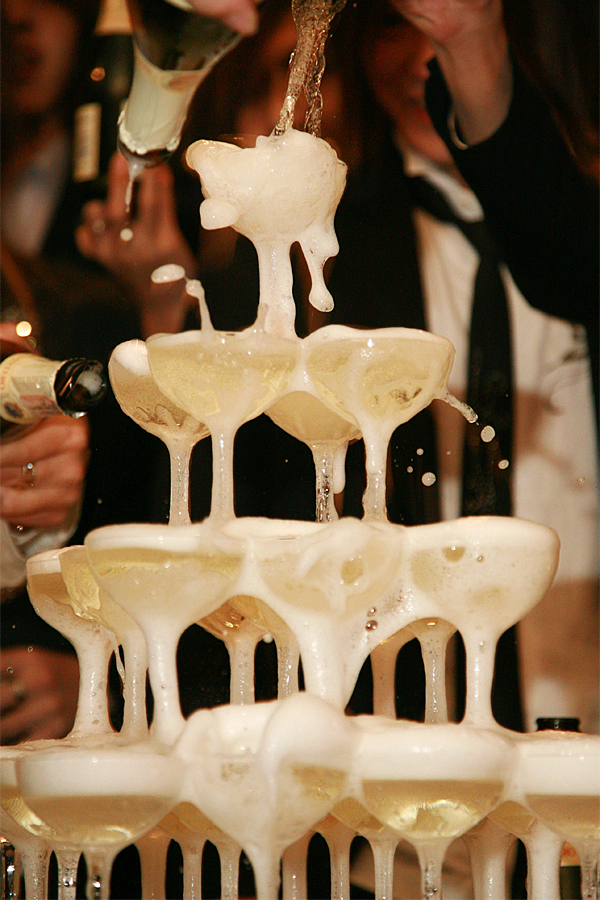
«Башня шампанского»

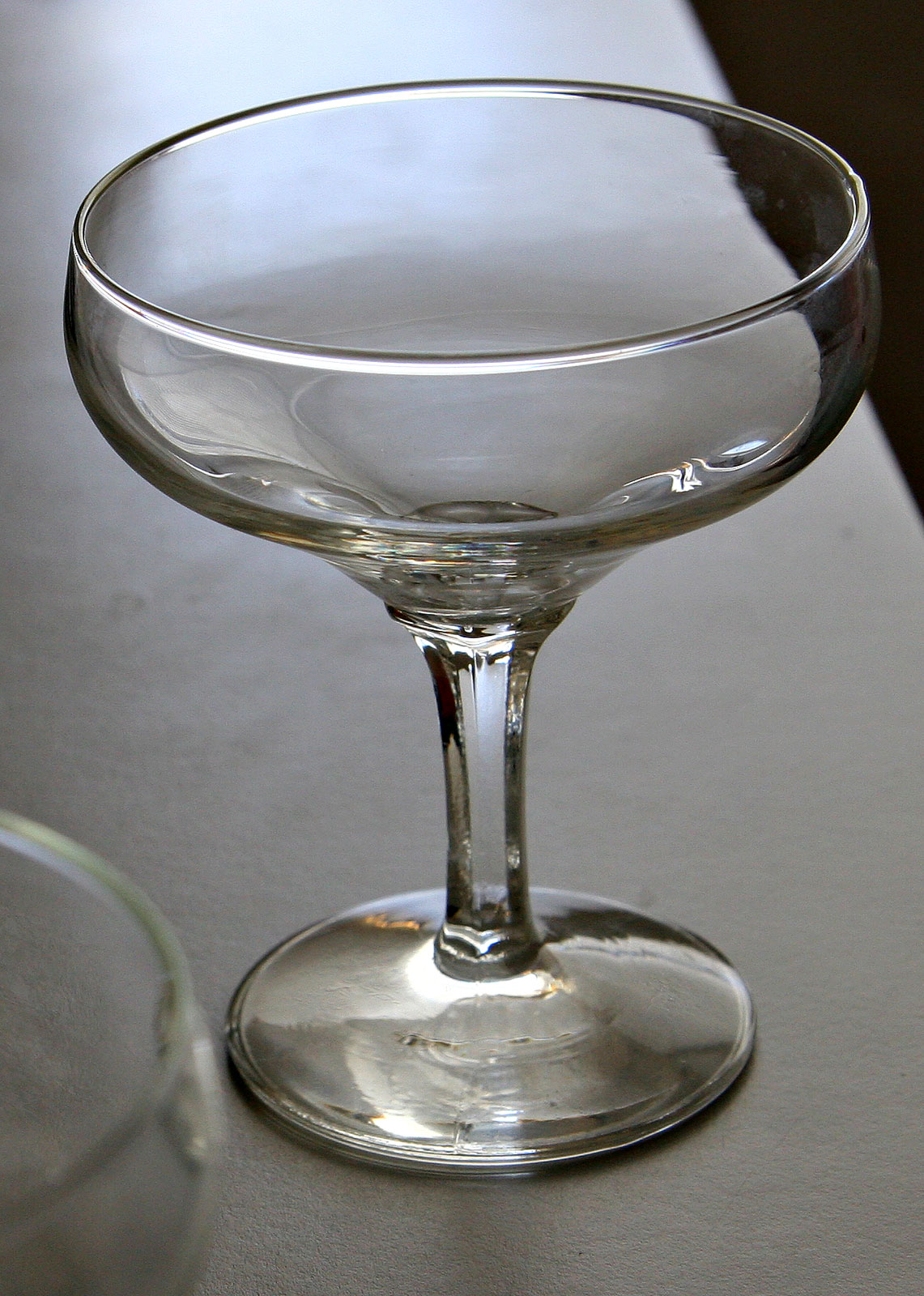
Чаша

Шампанское обычно подаётся в специальных фужерах для шампанского в форме флейты (флют, фр. champagne flute), имеющих длинную ножку и высокую узкую чашу. Более широкий плоский бокал (чаша, фр. coupe champagne), обычно ассоциирующийся с шампанским, лучше помогает оценить более сладкие сорта, сейчас не рекомендуется знатоками к использованию, поскольку не сохраняет пузырьки и аромат вина.
Пробовать на вкус шампанское лучше из больших бокалов для красного вина (например, из бокала для Бордо), поскольку аромат лучше распространяется в крупном бокале, но, в отличие от чаши, он не улетучивается и остаётся внутри бокала.
Не следует заполнять бокал целиком: фужеры «champagne flute» наполняют на две трети объёма, а большие бокалы для красного вина — не более чем на треть.
Шампанское всегда подаётся охлаждённым, лучше всего при температуре 7 °C. Часто бутылку охлаждают в специальном ведёрке с водой и льдом перед и после раскупоривания.
Существует способ наливания шампанского в «башню», составленную из бокалов.

### Раскупоривание бутылки шампанского

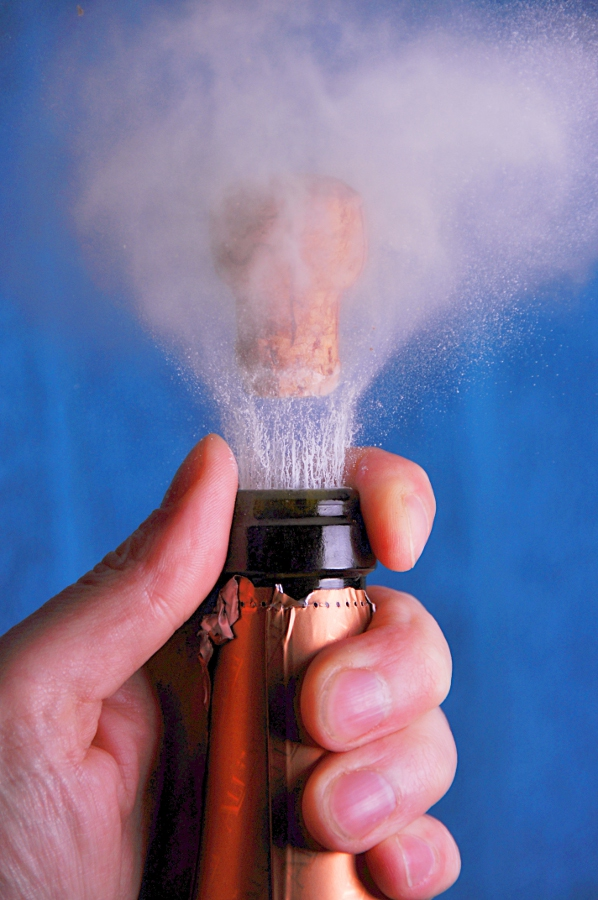

Чтобы сократить риск разлить шампанское и выстрелить пробкой, открывать бутылку шампанского нужно следующим образом:
- предварительно охладить бутылку с напитком примерно до 6—15 °C;
- снять фольгу;
- обхватить рукой пробку;
- ослабить, но не снимать мюзле, удерживающую пробку;
- крепко взять пробку в проволоке в руку и затем поворачивать бутылку (а не пробку), держа её у основания; это должно помочь пробке выйти из бутылки;
- держать бутылку под углом в 45°. Когда пробка вылетит, образовавшиеся пузырьки смогут выйти из бутылки без образования пены и фонтана брызг.

Желательный эффект — откупорить бутылку с небольшим хлопком, а не стрелять ею через комнату и не делать фонтан из пенного вина. Многие знатоки вина настаивают на том, что идеальный способ открыть бутылку шампанского — сделать это осторожно и спокойно, чтобы бутылка издала едва различимый звук вроде выдоха или шёпота.

### Сабраж — открытие бутылки ударом

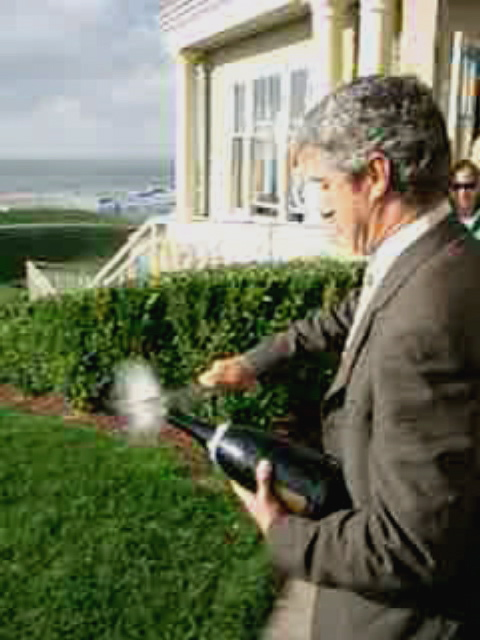
Sabrage — раскупоривание саблей
- Открытие магнума шампанского ударом бокала для вина

Ударом твёрдым предметом шампанское открывают во время пышных церемоний. По-французски эта техника называется «sabrage» (фр. sabre — сабля). Сабля, или иной твёрдый предмет, скользит вдоль тела бутылки по направлению к горлышку. От удара твёрдой поверхностью по выступу на горлышке бутылки образуется кольцевая трещина. Под давлением, крайняя часть горлышка отделяется от бутылки. Пробка при этом отлетает вместе с этой частью горлышка. При раскупоривании не делается какого-либо режущего движения.

## Специфика воздействия на организм
Шампанское, как и все прочие игристые вина, дают более быстрое, но более короткое опьянение.

## Законодательство в России
Законом «О внесении изменений в Федеральный закон „О государственном регулировании производства и оборота этилового спирта, алкогольной и спиртосодержащей продукции и об ограничении потребления (распития) алкогольной продукции“ и отдельные законодательные акты Российской Федерации» (345-ФЗ) от 2 июля 2021 года осуществляется правовая охрана использования термина «шампанское» в отношении игристых вин, произведённых в России. Это временно привело к неверной трактовке закона участниками алкогольного рынка как запрета на использование термина «шампанское» по отношению к импортируемым в Россию французским игристым винам.

## Факты
- Моряки обычно используют шампанское в ритуале спуска корабля на воду, разбивая бутылку о корабль[9][10].
- Летящая пробка из-под шампанского может развивать скорость до 100 км/ч[11].
- Давление в бутылке шампанского может достигать 5—6[12] атмосфер (2,5—3 атмосферы для просекко).
- Наибольшая зарегистрированная длина полёта пробки от шампанского составила 8,55 м[13] и была зарегистрирована книгой рекордов Гиннесса в 2014 году.
- Во многих видах автогонок принято, что по окончании церемонии награждения победителя гонки и обладателей второго и третьего места ожидает душ из шампанского. Эта традиция происходит из 1960-х годов: впервые шампанским окружающих поливал гонщик Дэн Герни. В 1967 году он одержал победу в суточном марафоне «24 часа Ле-Мана» и по окончании гонки организаторы подарили ему бутылку шампанского. Герни был настолько возбуждён этой победой, что немедленно откупорил бутылку и начал разбрызгивать её содержимое на всех, кто стоял рядом с ним. С тех пор обычай настолько прижился, что даже при проведении гонок в странах исламского мира (в которых алкоголь находится под запретом) для «душа» из шампанского готовят специальные шипучие безалкогольные напитки.
- Пузырьки в шампанском изначально считались виноторговцами нежелательными.
- Изюм или кусочек шоколада, опущенный в бокал игристого вина, будет многократно тонуть и снова всплывать.
- О неглубоких бокалах (креманках) для шампанского ходил ложный слух, что их форма была скопирована с воскового слепка груди Марии Антуанетты.
- В 2020 году во всём мире было продано около 245 млн бутылок шампанского, что на 18 % меньше, чем в 2019 году. Общая сумма, вырученная от продаж шампанского составила 4 млрд €, что меньше на 20 %, чем в 2019 году[14].

## Документальные фильмы
- 2012 — Женщины и шампанское: безумная любовь! / Les femmes et le champagne: un amour fou!; режиссёр Стефана Копески / Stéphane Kopecky.